# انجیل یوحنا
انجیل یوحنا از نظر ساختار و محتوا با سه انجیل هم‌نظر (متی، مرقس، و لوقا) متفاوت است. برخی از رویدادها و تعالیمی که از زندگی عیسی بدان اشاره شده‌است در سه انجیل دیگر نیامده‌است، به‌گونه‌ای که با مطالعهٔ آن، تصویر کامل‌تری از زندگی او به‌دست می‌آید. یوحنا خودْ هدف خویش را از نگارش انجیل چنین بیان می‌کند: «امّا اینها نوشته شد تا ایمان آورید که عیسی همان <مسیح>، پسر خداست، و تا با این ایمان، در نام او حیات داشته باشید» (۲۰:۳۱).
در این انجیل، ادعای الوهیت عیسی با روشنی بیشتری مورد تأکید قرار گرفته‌است. عیسی «کلام» خداست که «انسان خاکی» شد تا هر که به او ایمان آوَرَد، حیات جاویدان داشته باشد.
یکی از ویژگی‌های انجیل چهارم آن است که به خدمات عیسی پیش از گرفتار شدنِ یحیی اشاره می‌کند، حال آنکه سایر انجیل‌ها خدمات عیسی را پس از این رویداد بیان می‌کنند.
در این انجیل به آنچه «معجزات» عیسی نامیده شده تحت عنوان «آیت» یعنی نشانه اشاره می‌شود. آنچه «معجزات» عیسی نامیده شده به باور پیروانش نشانه‌هایی هستند از اینکه او به‌حق مسیح موعود و پسر خداست. هر آیت، خطابه‌ای به‌دنبال دارد که به تشریح حقیقتِ آشکار شده در آن آیت می‌پردازد.
یکی از نکات برجسته انجیل یوحنا، بهره‌گیری نمادین آن از امور روزمرهٔ زندگی جهت به تصویر کشیدن حقایق روحانی است، که ازجمله می‌توان به تمثیل‌هایی از قبیل آب، نان، نور، شبان و گوسفندان، و تاک و میوه‌اش اشاره کرد. به کارگیری این تمثیل‌ها سبب شده که انجیل یوحنا از حالتی «معنوی» و «عرفانی» برخوردار باشد.

## ابتدای انجیل یوحنا
«۱» .در آغاز کلام بود و کلام با خدا بود و کلام، خدا بود؛ «۲» همان در آغاز با خدا بود. «۳» همه‌چیز به‌واسطهٔ او پدید آمد، و از هرآنچه پدید آمد، هیچ‌چیز بدون او پدیدار نگشت. «۴» در او حیات بود و آن حیات، نور آدمیان بود. «۵» این نور در تاریکی می‌درخشد و تاریکی آن را درنیافته است. «۶» مردی آمد که از جانب خدا فرستاده شده بود؛ نامش یحیی بود. «۷» او برای گواهی دادن آمد، گواهی بر آن نور، تا همه به‌واسطهٔ او ایمان آورند. «۸» او خودْ آن نور نبود، بلکه آمد تا بر آن نور گواهی دهد. «۹» آن نور حقیقی که بر هر انسانی روشنایی می‌افکَنَد براستی به جهان می‌آمد. «۱۰» او در جهان بود، و جهان به‌واسطهٔ او پدید آمد؛ امّا جهان او را نشناخت. «۱۱» به مُلک خویش آمد، ولی قومِ خودش او را نپذیرفتند. «۱۲» امّا به همهٔ کسانی که او را پذیرفتند، این حق را داد که فرزندان خدا شوند، یعنی به هرکس که به نام او ایمان آورد؛ «۱۳» آنان که نه با زادنی بشری، نه از خواهشِ تن و نه از خواستهٔ یک مرد، بلکه از خدا زاده شدند. «۱۴» و کلام، انسان خاکی شد و در میان ما مسکن گزید؛ و ما بر جلال او نگریستیم، جلالی درخور آن پسر یگانه که از جانب پدر آمد، پر از فیض و راستی. «۱۵» یحیی بر او گواهی می‌داد و ندا می‌کرد که این است کسی که درباره‌اش گفتم: «آن که پس از من می‌آید بر من برتری یافته، زیرا پیش از من وجود داشته است». «۱۶» از پُری او ما همه بهره‌مند شدیم، فیض از پی فیض. «۱۷» زیرا شریعت به‌واسطهٔ موسی داده شد، و فیض و راستی به‌واسطهٔ عیسی مسیح آمد. «۱۸» هیچ‌کس هرگز خدا را ندیده است. امّا آن خدای یگانه که در بَرِ پدر است، همان او را شناسانید.

### انجیل یوحنا ۳:۱۶
این آیه در واقع یکی از معروف‌ترین و مشهورترین آیات کتاب مقدس است که در عهد جدید جای دارد. در میان مسیحیان بالغ و باورمند این آیه از انجیل یوحنا دارای جایگاهی ویژه است که مارتین لوتر آن را انجیل در یک جمله نامیده است. تفاسیر مسیحیان از این آیه این است که هر شخصی پیش از آنکه به زعم این آیه حیات جاودانی را دریافت کند باید عیسی را به عنوان ناجی خود در زندگی پذیرا شود که اگر این شرط را قلباً انجام دهد و بدان پایبند بماند، خدا بسان هدیه‌ای ارزشمند زندگی جاودانی را به او عطا می‌کند.
«زیرا خدا جهان را اینقدر محبت نمود که پسر یگانهٔ خود را داد تا هر که به او ایمان آورد، هلاک نگردد بلکه حیات جاودانی یابد.» انجیل یوحنا ۳:۱۶

## تقسیم‌بندی کلّی
۱ - مقدمه ۱:۱–۱۸
۲ - آماده شدن عیسی برای رسالت خود (۱:۱۹–۵۱)
۳ - خدمات عمومی عیسی (فصلهای ۲ تا ۱۱)
۴ - هفتهٔ آخر زندگی زمینی عیسی و رنج‌های او (فصلهای ۱۲ تا ۱۹)
۵ - رستاخیز عیسی مسیح (۲۰:۱–۲۹)
۶ - هدف از نگارش انجیل (۲۰:۳۰–۳۱)
۷ - ظهور عیسای زنده بر شاگردان در کنار دریاچه جلیل (فصل ۲۱)